# Неразлучные друзья
«Неразлучные друзья» — советский художественный фильм, снятый в 1952 году режиссёром Василием Журавлёвым.
Вышел на экраны 25 марта 1953 года.

## Сюжет
Неразлучные друзья школьники из Одессы Глеб, Коля и Вадим находят затонувший парусник «Отважный». Они решают поднять его своими силами. Глеб разрабатывает конструкцию подъёмной машины. Учитель географии Белов предлагает привлечь коллектив. Но друзья предпочитают действовать в одиночку. Их постигает неудача.
Однако мысль о подъёме парусника подхватывается другими школьниками. Парусник поднимают только тогда, когда ребята объединяют свои усилия. Им помогают взрослые. Рабочие судоремонтного завода поднимают парусник.
Самолюбивые друзья не участвуют в этой работе. Они решают сбежать на стройку. Этому препятствуют родители и учитель Белов. Под их влиянием ребята присоединяются к коллективу. Во время шторма Глеб спасает парусник. Его назначают капитаном парусника.
Школьники путешествуют по Чёрному морю на отремонтированном паруснике. Они восстанавливают историю парусника.
Фильм заканчивается возвращением школьников в Одессу.

## В ролях
- Михаил Кузнецов— Андрей Андреевич Белов, учитель географии, юный герой Бурун
- Виктор Добровольский—Николай Васильевич, директор школы
- Евгений Самойлов— отец Глеба
- Михаил Мокринский— Глеб Ефанов
- Владимир Лущик— Коля Матюшенко
- Владимир Судьин— Вадим Попов
- Анатолий Шиманюк— Вася Кравченко, рулевой
- Наташа Морель — Нина Попова
- Юрий Критенко— Юра Шевчук
- Александр Антонов— Иван Карпович Терещенко, председатель колхоза
- Иван Пельтцер— старый рыбак
- Григорий Плужник— капитан сейнера

## Съёмочная группа
- Режиссёр: Василий Журавлёв
- Сценарист: Александр Батров и Алексей Спешнев
- Операторы: Владимир Войтенко и Александр Пищиков
- Художники: Олег Степаненко и Вульф Агранов
- Композитор: Анатолий Свечников
- Автор текста песен: Борис Палийчук
- Звукооператор: Григорий Григорьев

## Критика
Рецензент газеты «Советское искусство» В. Апресян написал: «Положительная сторона кинофильма заключается не только в верной педагогической направленности, не только в том, что в ряде удачно разработанных эпизодов убедительно раскрываются характеры ребят, показывает сложность их воспитания, но и в изображении той жизненной обстановки, которая помогает им преодолеть мальчишескую самонадеянность…». При этом он отмечал, что «в ряде эпизодов фильма замечается излишняя прямолинейность в характеристике образов, в раскрытии их мыслей и чувств, примитивная и ненужная лакировка жизни».
Киновед Кира Парамонова в журнале «Искусство кино» похвалила создателей за «художественную стройность и композиционную чёткость фильма» и увидела в нём «здоровую в своей основе, опирающуюся на реалистическое изображение жизни занимательность», «много хороших, интересно сделанных, эмоциональных эпизодов». Она писала: «В этом фильме, принадлежащем к приключенческому жанру, много интересных и разных событий». Вместе с тем, по мнению Парамоновой, авторам не удалось  избежать ложной дидактики, фильм «полон „пояснений“, вытекающих из боязни авторов быть непедагогичными».
Критик Борис Кокоревич писал: «В фильме есть романтика, герои ведут жаркие споры о том, каким должен быть истинный друг». Он указывал, что «фильм „Неразлучные друзья“ был встречен с интересом, его обсуждали на пионерских сборах. Картина выполнила свою задачу: о важной теме она рассказала интересно и образно».